# Conte Vertigo
Il Conte Vertigo è un supercriminale immaginario dell'Universo DC.

## Storia
Il Conte Vertigo è il discendente di una famiglia nobile in declino. A causa di un problema all'orecchio interno era stato costretto a usare un dispositivo affinché il suo handicap non gli causasse problemi all'equilibrio. Capì però che poteva usare il dispositivo per causare forti vertigini ai suoi avversari.
Alla sua prima apparizione cercò di rubare gioielli che un tempo appartenevano alla sua famiglia, venendo però sconfitto da Oliver Queen/Green Arrow,il vigilante di Star City.
Quando Amanda Waller gli offrì una riduzione di pena in cambio della sua entrata nella Suicide Squad, lui accettò.
Durante una missione per conto della Waller fu catturato da alcuni ribelli che gli somministrarono terribili droghe allucinogene, cosa che permise loro di assoggettarlo in modo da sfruttare i suoi poteri per rovesciare il governo di Vatlava.
Quando finalmente si liberò del loro influsso, fu catturato da Poison Ivy, che usò i suoi poteri per renderlo suo schiavo. Alla fine però Amanda Waller gli somministrò delle sostanze che lo fecero guarire dal controllo mentale, così che potesse partecipare in missione con la Suicide Squad per dirottare un missile nucleare ed evitare che facesse vittime.
Ben presto scoprì che le sostanze iniettategli della Waller lo avevano guarito dal disturbo all'orecchio interno e si sentì a disagio, dopo essere convissuto con esso per anni.
Chiese così al suo compagno di squadra Deadshot di ucciderlo.
Questi accettò, ma gli chiese se era quello che voleva davvero. Il Conte capì che questo suicidio indiretto gli avrebbe impedito di avere accesso al paradiso e decise di non farsi uccidere, riuscendo in seguito a superare il disagio.
Fece altre apparizioni minori come membro della Suicide Squad.

## Poteri e abilità
Il Conte Vertigo può alterare il senso dell'equilibrio delle persone, facendogli provare forti vertigini.

## In altri media
Il Conte Vertigo appare nella serie TV Arrow, interpretato da Seth Gabel.
In questa versione è uno spacciatore di Starling City, creatore della Vertigo, una droga potente che causa allucinazioni, vertigini e dipendenza. Viene sconfitto da Arrow, che gli inietta una quantità eccessiva della sua stessa droga, causandogli handicap mentali molto forti e difficoltà di ragionamento.
In seguito al terremoto causato da Malcolm Merlyn, fugge di prigione e rimette in commercio la sua droga, finendo nuovamente per scontrarsi con Arrow, che questa volta è costretto a ucciderlo per salvare Felicity Smoak.
Nella terza stagione il criminale Werner Zytle, interpretato da Peter Stormare, diventa il nuovo Conte Vertigo e crea una nuova versione della droga, capace di causare allucinazioni alle persone, facendogli vedere il volto del loro peggior nemico.